# Georgi Ciulkov
Georgy Ivanovich Chulkov (rusă Георгий Иванович Чулков (n. 1879 la Moscova d. 1 ianuarie 1939) a fost un poet simbolist rus, editor, scriitor și critic literar. În 1906 a creat și a popularizat teoria "Anarhismului Mistic".